# Kuhlia caudavittata
Kuhlia caudavittata is een straalvinnige vissensoort uit de familie van vlagvissen (Kuhliidae). De wetenschappelijke naam van de soort is voor het eerst geldig gepubliceerd in 1802 door Lacepède.